# Павлівка (Киїнська сільська громада)
Павлі́вка — село в Україні, у Киїнській сільській громаді Чернігівського району Чернігівської області. У 2016 році увійшло до Киїнської сільської територіальної громади Населення становить 879 осіб. До 2018 орган місцевого самоврядування — Трисвятськослобідська сільська рада.

## Населення

### Мова
Розподіл населення за рідною мовою за даними :
| Мова       | Кількість | Відсоток |
| ---------- | --------- | -------- |
| українська | 803       | 91.35%   |
| російська  | 76        | 8.65%    |
| Усього     | 879       | 100%     |

## Галерея

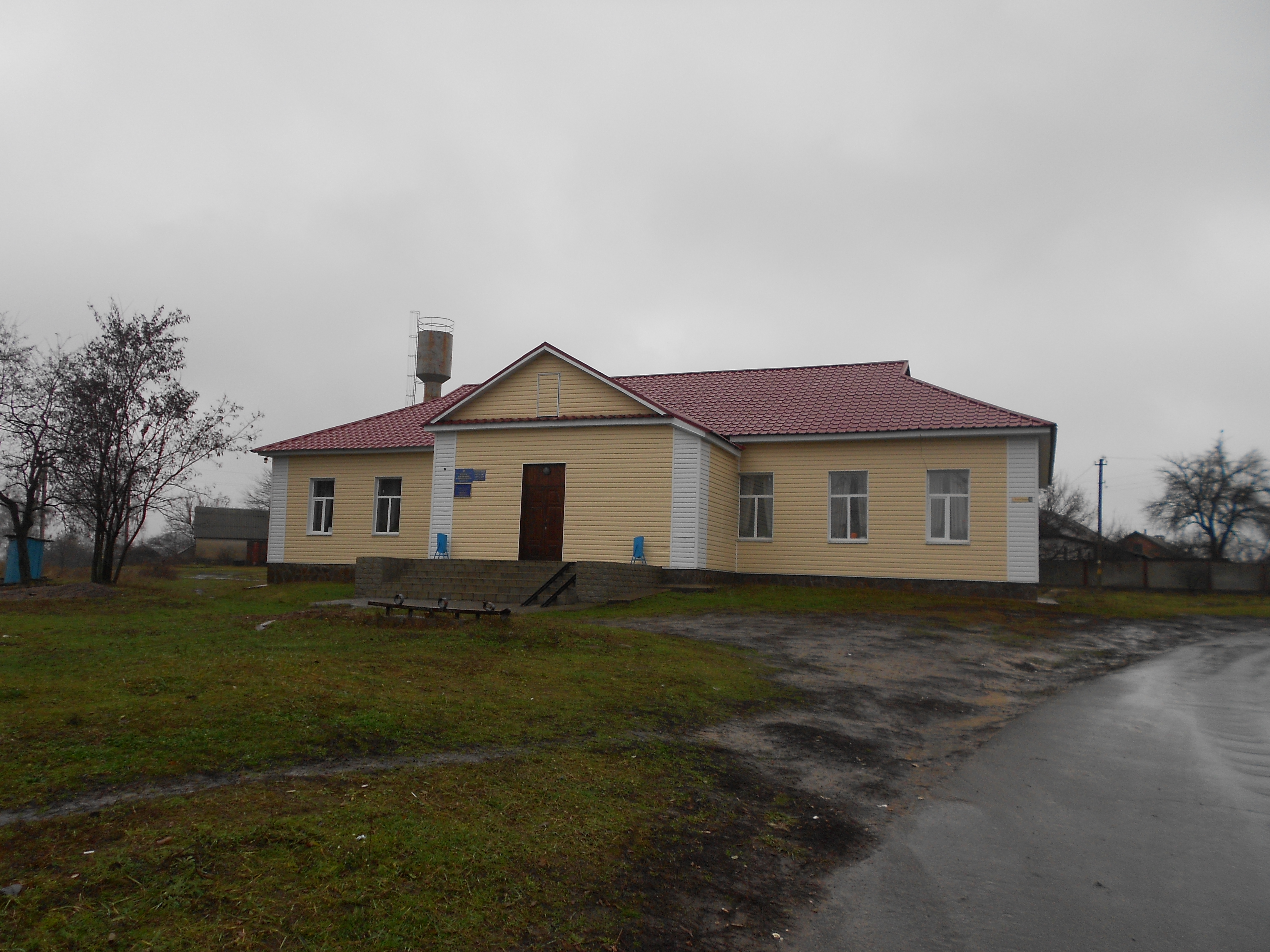
Будинок Культури
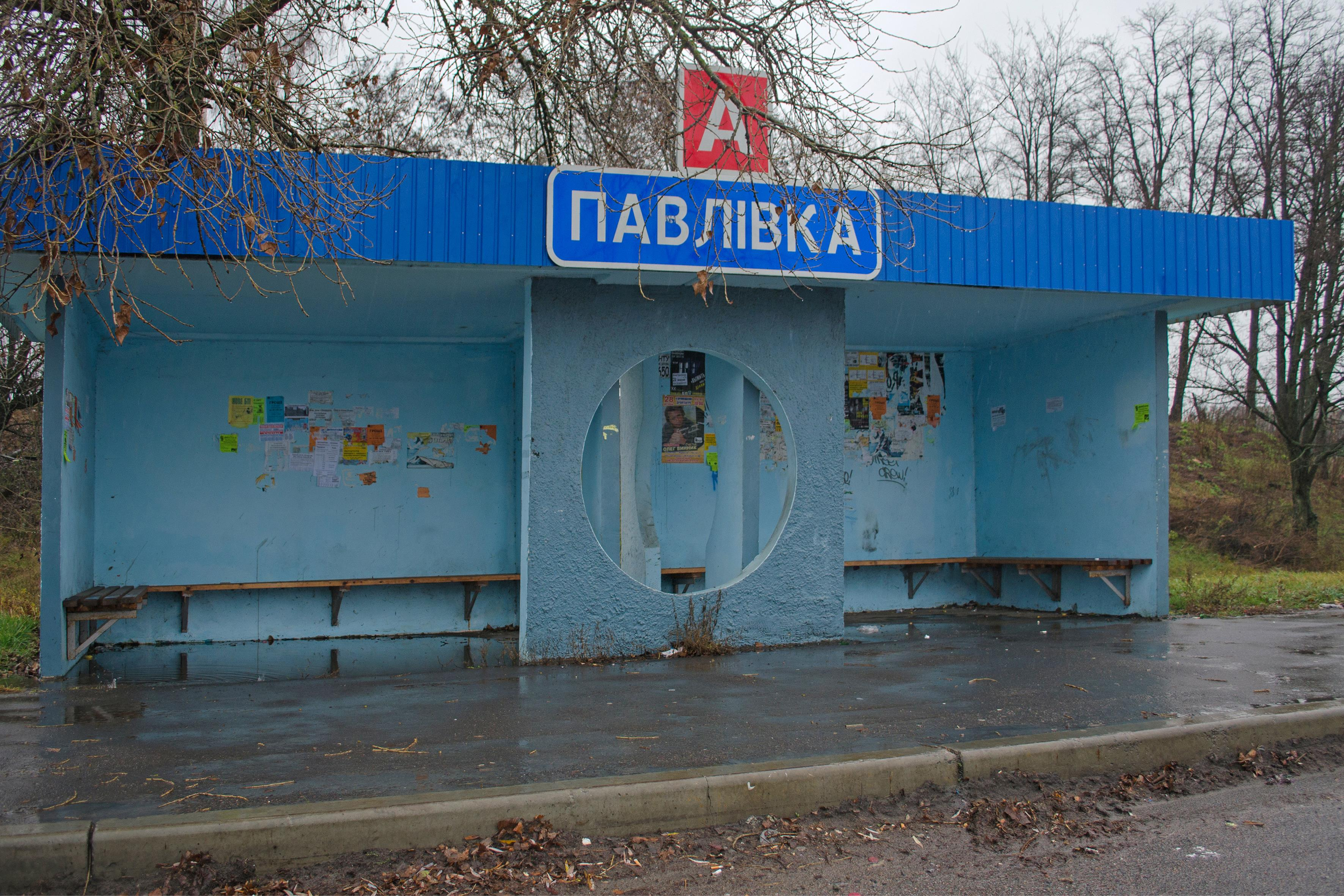
Автобусна зупинка
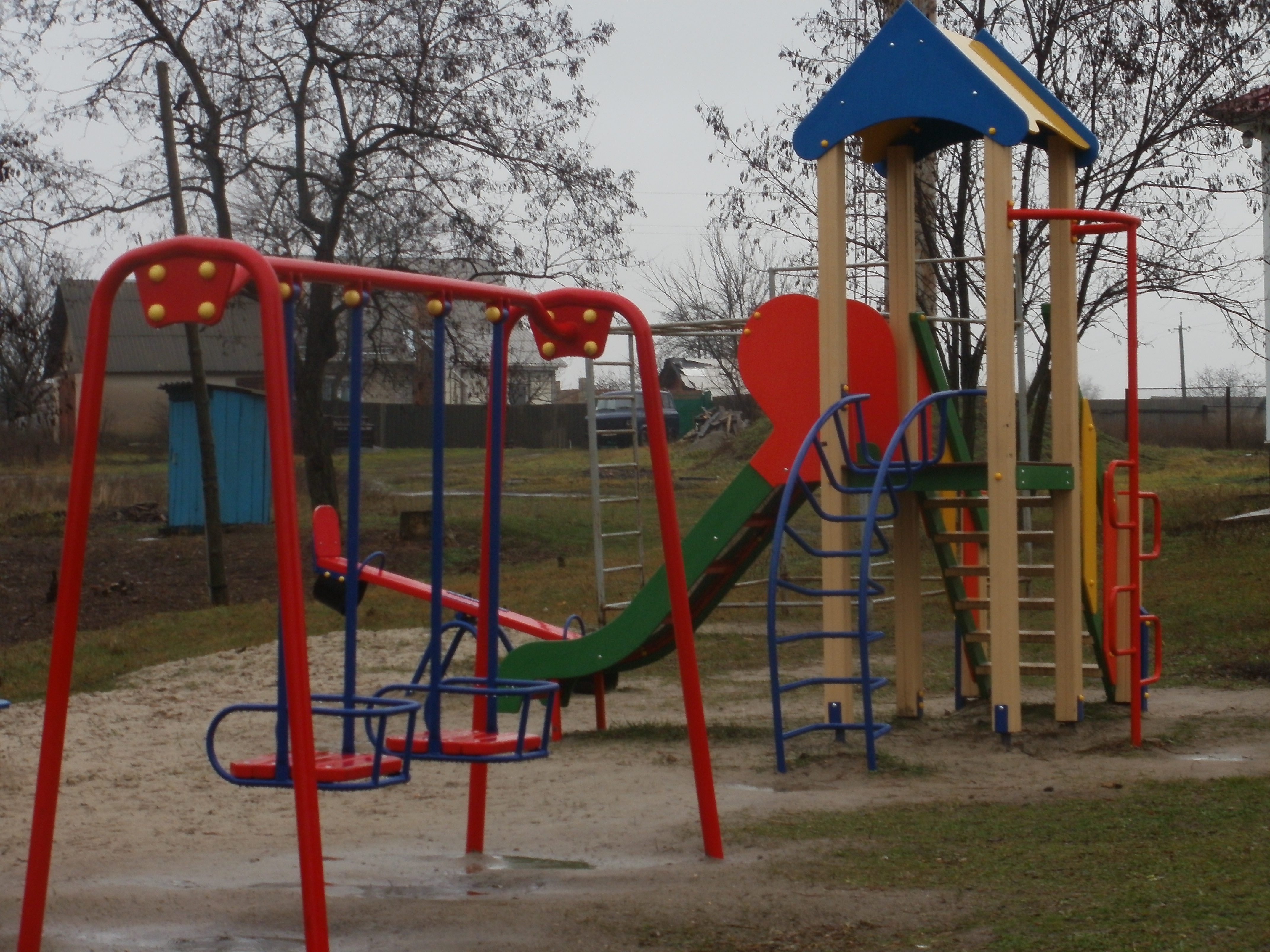
Дитячий майданчик
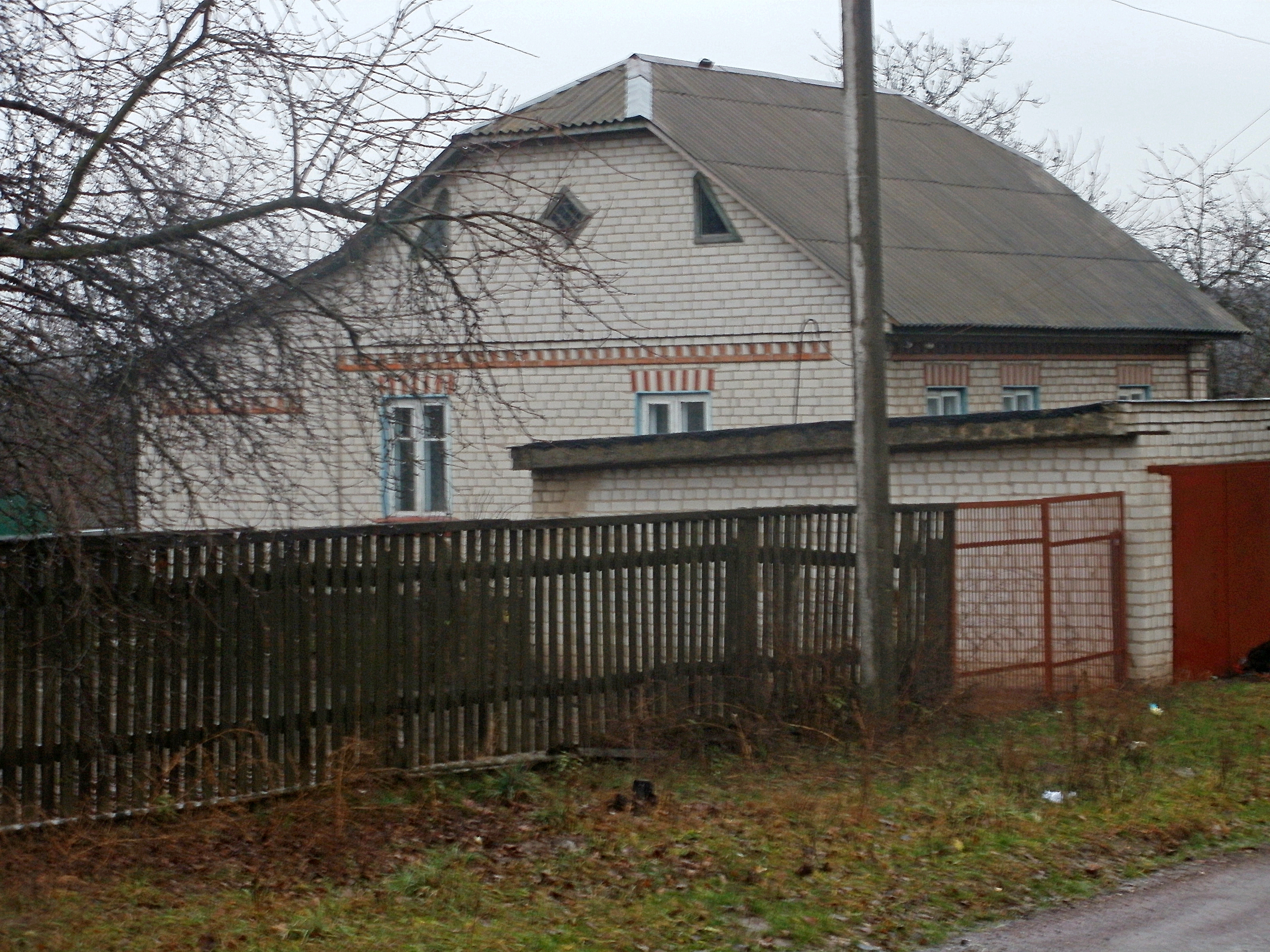
Типова хата
Братська могила
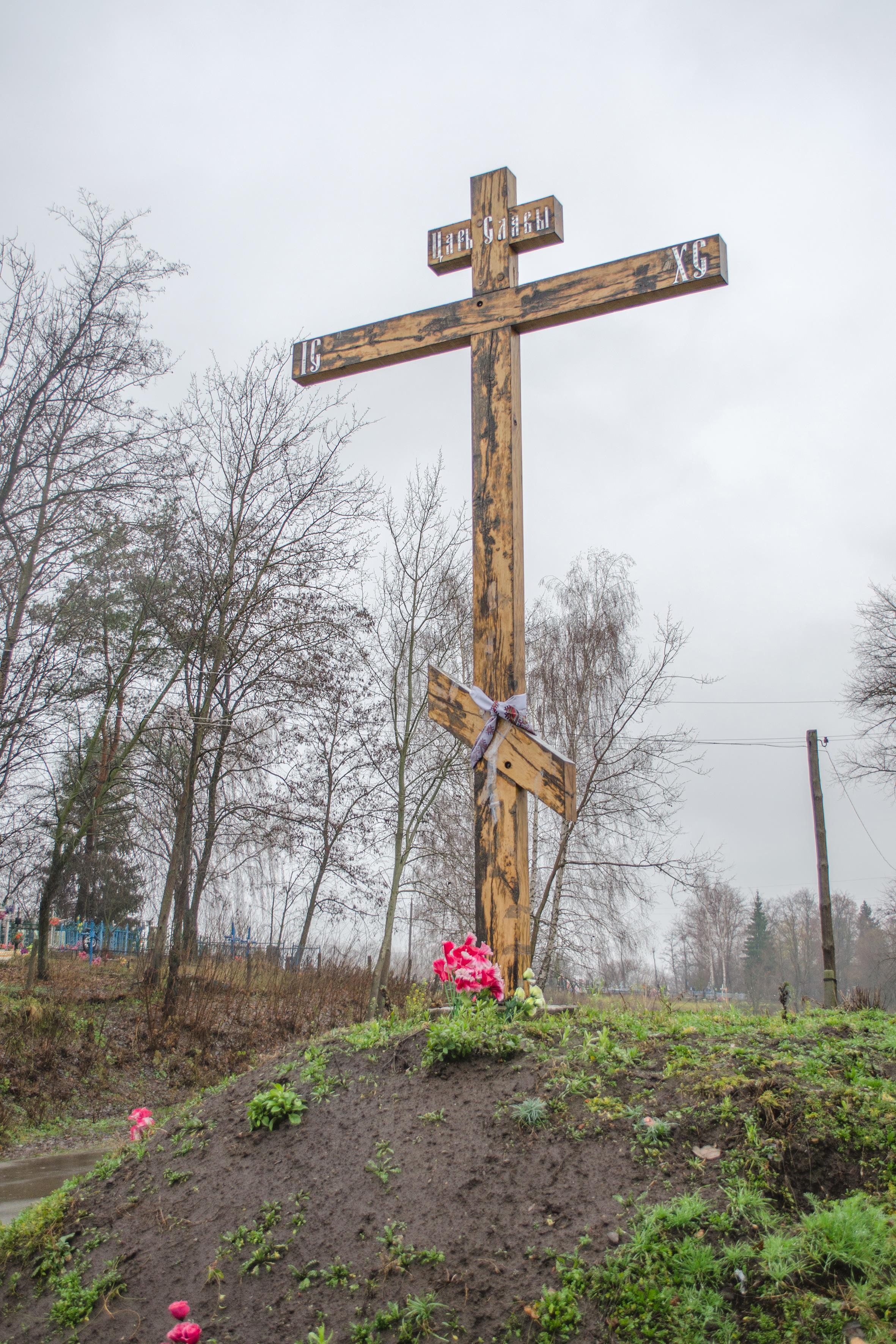
Хрест